# Armand Cesari
Armand Cesari est un footballeur français né le 8 novembre 1903 à Bastia.

## Biographie
Âgé de 19 ans, il signe sa licence au SC Bastia le 12 février 1922. Il joue d'ailleurs aux côtés de son frère Jean-Marie, lui aussi en équipe première. Leur père, Joseph Cesari est président du club de 1922 à 1925. 
Durant les 14 saisons où il porte le maillot bleu et le brassard de capitaine, Armand Cesari remporte 6 titres de champion de Corse, et cinq coupes de Corse. Il est ainsi l'un des joueurs les plus talentueux et connus de l'île de son époque. 
Il décède le 21 janvier 1936, étant à peine âgé de 33 ans. Le stade de Furiani, anciennement nommé stade du Docteur Luciani, se voit alors rebaptisé en l'honneur du grand capitaine bastiais lors de la saison 1937-1938 et devient le Stade Armand-Cesari.